# 四十曲峠
四十曲峠（しじゅうまがりとうげ）は、岡山県真庭郡新庄村と鳥取県日野郡日野町との間に位置し、両県の県境を成す峠。標高780メートル。

## 概要

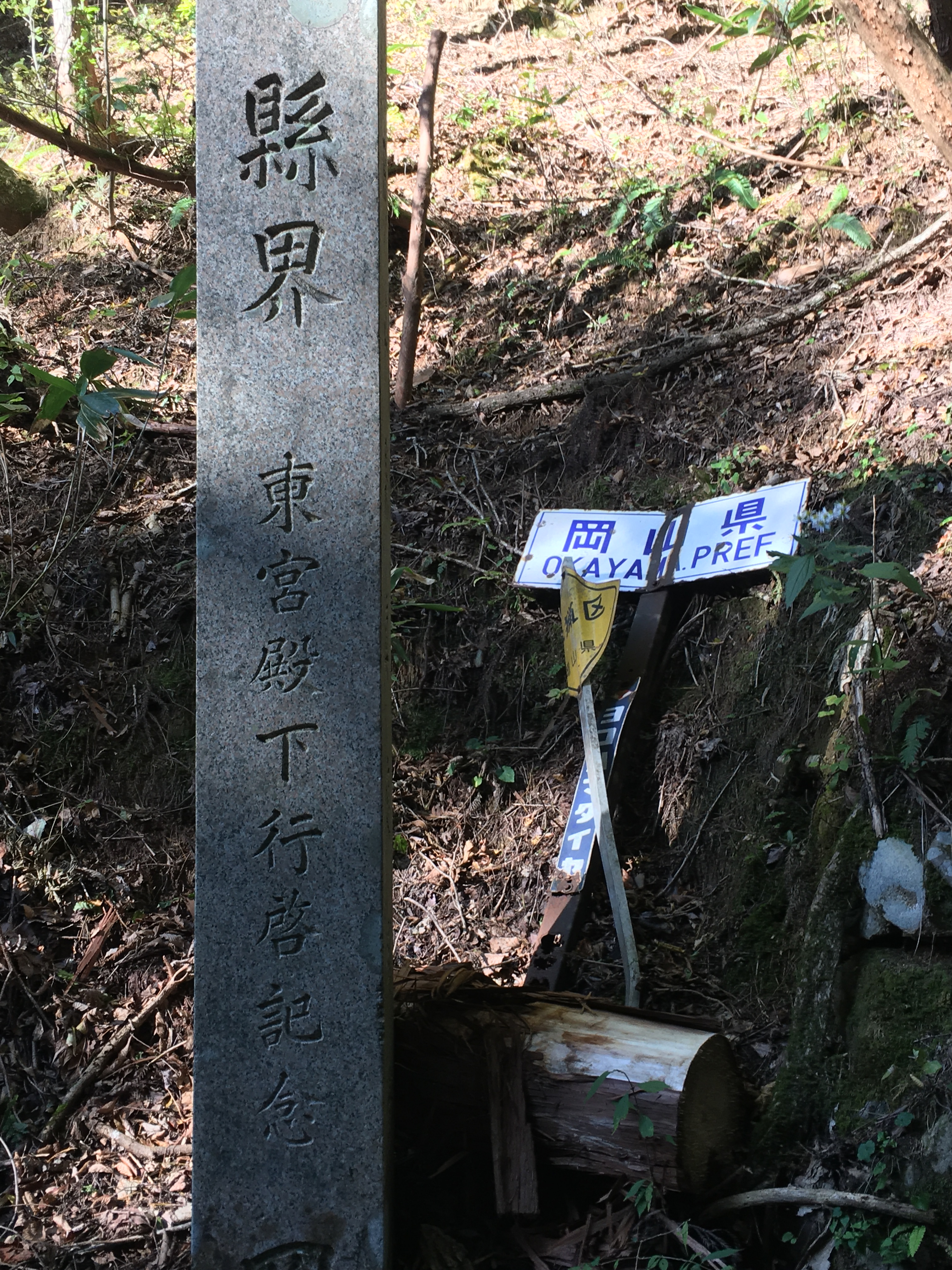
旧・国道181号線四十曲峠　県境石碑

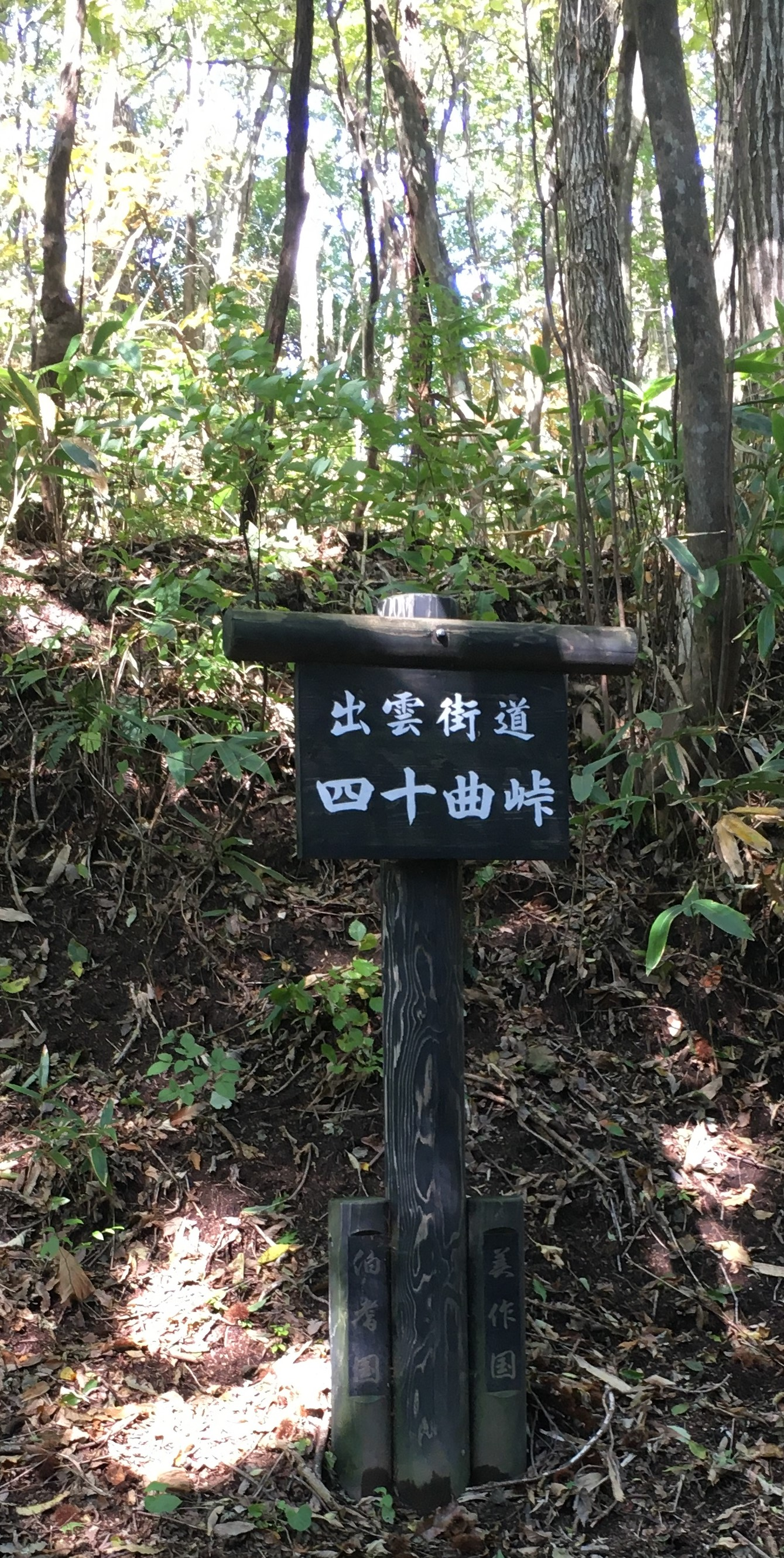
四十曲峠看板

古くから出雲街道の難所として知られ、播磨国から美作国、伯耆国を経て出雲国にいたる上方と山陰地方を結ぶ要路であった。中世には後醍醐天皇や後鳥羽上皇が隠岐に流罪になる際にも通り、数々の歌を詠んでいる。また江戸時代では松江藩の参勤交代にも使われた。当時の道は四十曲トンネル鳥取側入り口脇から登る道が残存しており、トンネル開通までは美作へ向かう道と備中へ向かう道の分岐点があった。鳥取側は名前の通り短い間隔で九十九折れに急斜面を登るルートをとる。峠には出雲街道・四十曲峠の看板があり、脇の広場は美作国側の検問所跡である。岡山側に入ると一転なだらかで幅も広がり、林野整備のため軽トラック程度は乗り入れ可能に整備されているが未舗装。街道は新庄村二ツ橋集落(ここから舗装あり)から峠を越えて新庄宿へ向かうルートをとる。
現在は国道181号が、1968年開通の四十曲トンネル（延長1863メートル）で抜ける。ただ幅員とトンネル内径が若干狭く大型車同士が離合する際はトンネル壁面に接触しないよう注意する必要がある。また峠の前後区間は急カーブ急勾配の連続区間であるため、冬季はかなりの交通の難所となる。
1992年の米子自動車道全通以前は米子市から中国自動車道落合インターを結ぶ重要路として交通量も大変多く、またトンネル内も勾配があることもあり、ジェットファンがフル稼働でも常時トンネル内は排気ガスで霞んでいた。現在は、前述の交通の難所ということもあり、ほとんどの通行車両が米子自動車道を利用することから交通量も激減し以前に比べ比較的静かなトンネル（峠）となっているが、現在でも大型トラックの通行量は多い。
米子～大阪間を結んでいた山陰特急バスが国道181号を経由していた時代は、この峠に差し掛かる前に車掌から「四十曲峠はカーブ急勾配連続区間であるため、網棚の荷物の落下等に注意するよう」アナウンスがなされていた。
また、峠の鳥取県側にある「板井原トンネル」は内部がヘアピンカーブになっておりトンネル側壁には大型有蓋トラックが凍結スリップして付けたと思われる多数の傷があり、冬場の難所ぶりが窺える。
国道の旧道は新庄村側（林道との分岐点より100メートル）で盛土がされており、四輪車は四駆車であっても進入不能。日野町側は四駆車であれば峠手前まで進入はできるが、地元集落が進入禁止の看板を立てている。実際の通行も倒木およびガレで困難を極める。轍が長年の出水で抉れている。「東宮殿下行啓記念」県境石柱があり、2020年10月時点森林整備のため業者の重機が新庄村側から出入りしている(日野町側からは倒木のため峠まで通行不可)。

## 通過する交通路
- 国道181号（四十曲トンネル）
- 旧道
- 四十曲トンネル鳥取県側坑口前には鳥取県道112号大佐日野線の分岐がある。